# Rigotte de Condrieu
De Rigotte de Condrieu is een Franse kaas afkomstig uit het gebied rond Lyon. De kaas wordt met name gemaakt in een kleine kaasfabriek in Condrieu. Basis voor de kaas is volle rauwe geitenmelk. Na productie ligt de kaas nog ongeveer twee tot drie weken te rijpen op de droogzolder. De kaas krijgt aan licht blauwige schimmelvorming op de korst.
Rigotte de Condrieu is sinds 2013 een beschermde oorsprongsbenaming.